# 羽紋竹芋
羽紋竹芋（学名：Calathea bachemiana E. Morren ）為竹芋科肖竹芋屬下的一個品種，多年生草本。原生於巴西。1875年由比利時植物學家Charles Jacques Edouard Morren (1833-1886)描述發表。種小名bachemiana是將1863至1875期間擔任德國科隆首長(Friedrich Wilhelm Alexander Bachem, 1806-1878)的姓氏拉丁文化而成。Bachem曾於1874年與Morren在科隆辦理花展，之後其中一個新種就被Morren以Bachem的姓氏命名，作為此次展覽的紀念。至於中文命名由來，羽紋竹芋如同竹芋科中很多種類之葉面上都有類似羽毛的紋路，而本身葉片基底又是銀白色的關係。

## 圖示

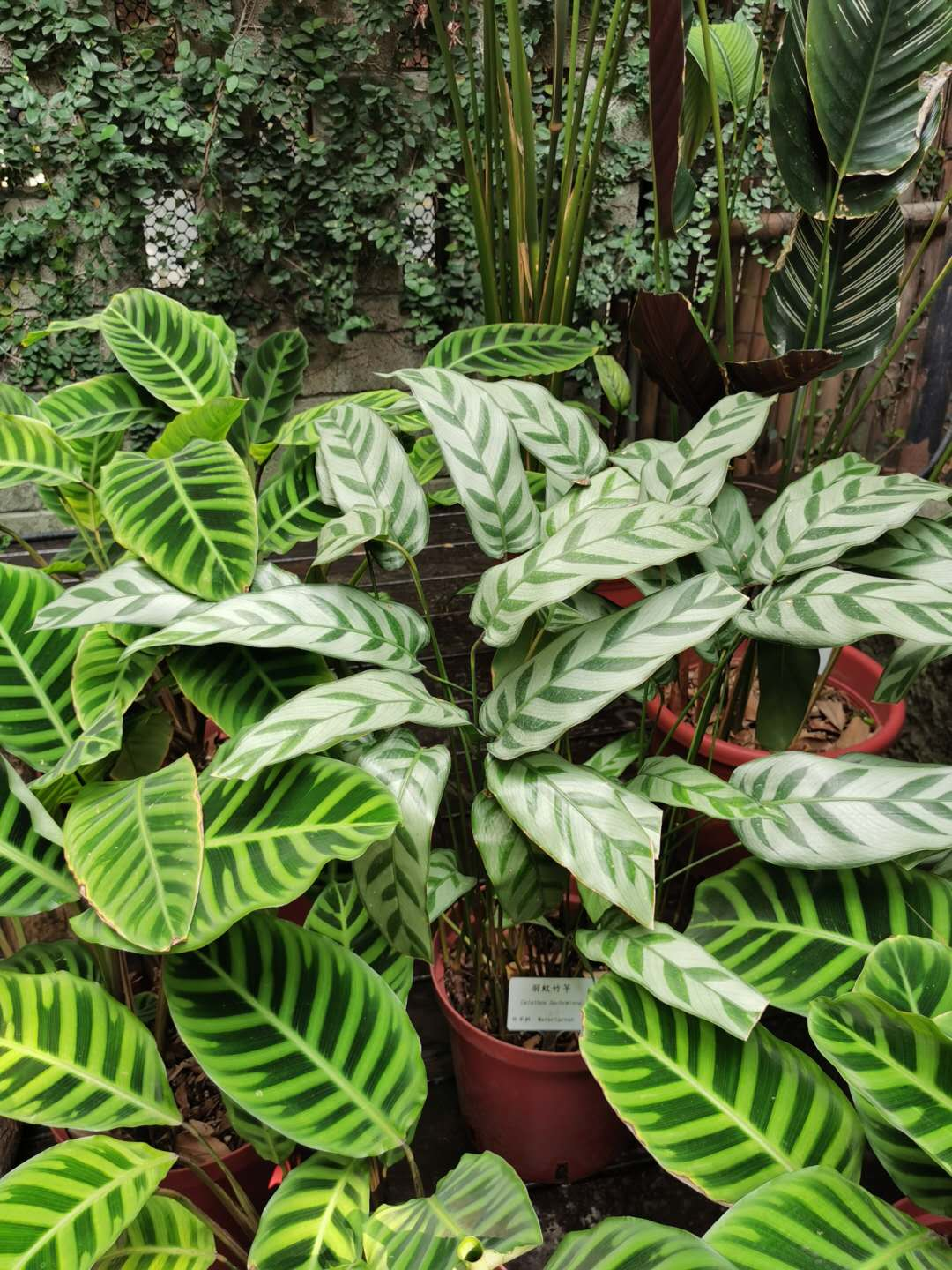
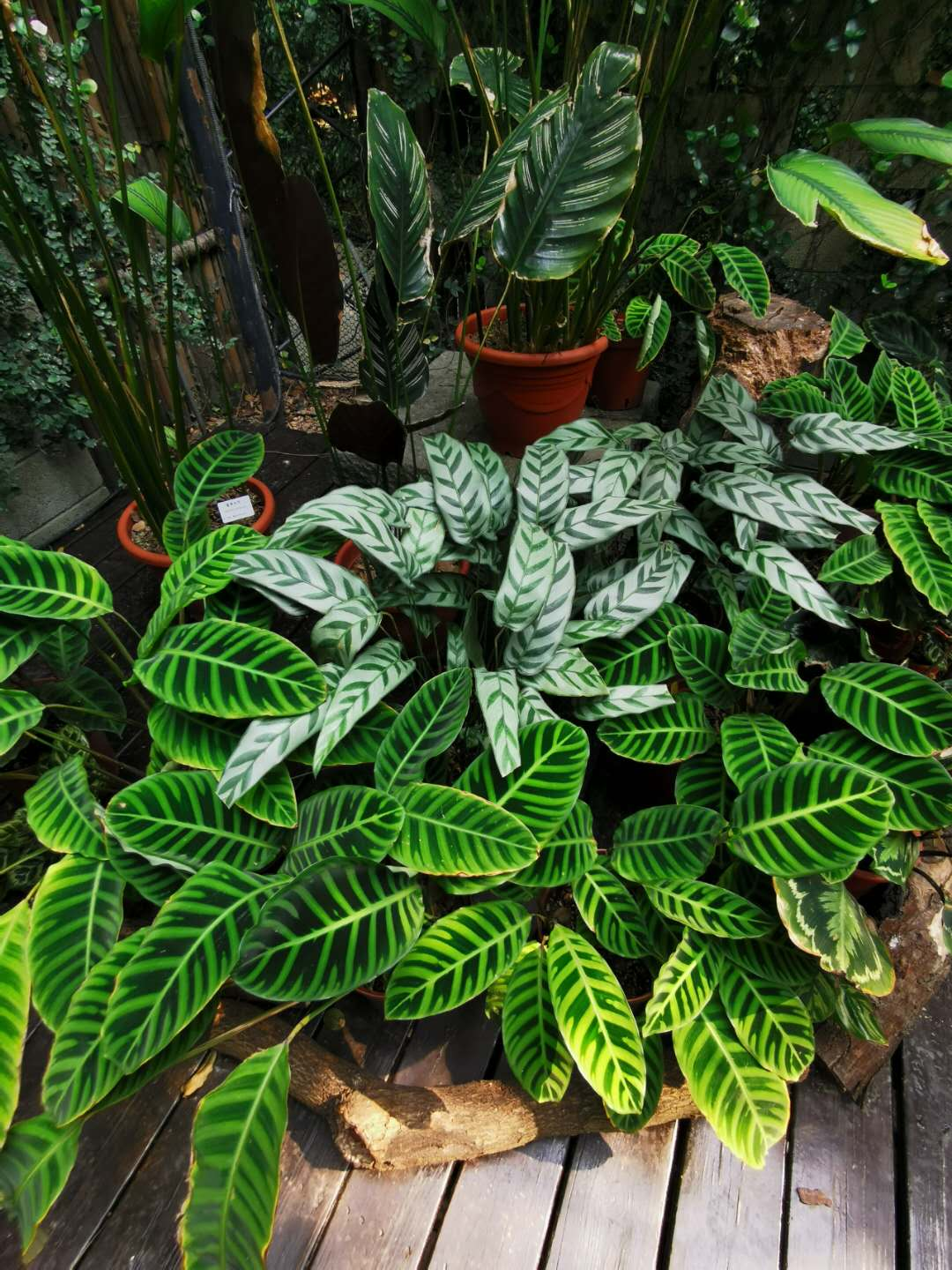

## 擴展閱讀
- 維基物種上的相關：羽紋竹芋
- 维基共享资源上的相關多媒體資源：羽紋竹芋